# Sretna žena
Sretna žena è il settimo album della cantante croata Maja Blagdan, pubblicato nel 2008 attraverso l'etichetta discografica Croatia Records.

## Tracce
Download digitale
1. Sretna žena – 4:50
2. Kuda ćeš dušo – 3:17
3. Najljepši dan – 3:46
4. Dragi – 3:11
5. Prava ljubav – 3:56
6. Čovjek mog života – 4:16
7. Zvala sam ga anđele – 3:01
8. Tuga prijateljica – 2:52
9. Zlatne ure – 3:57
10. Zime, ljeta, jeseni – 4:34